# Adoretus monticola
Adoretus monticola är en skalbaggsart som beskrevs av Auguste Vinson 1937. Adoretus monticola ingår i släktet Adoretus och familjen Rutelidae. Inga underarter finns listade i Catalogue of Life.